# Sunol (Kalifornien)
Sunol (spanisch: Suñol) ist ein census-designated place (CDP) im Alameda County im US-Bundesstaat Kalifornien mit 922 Einwohnern (Stand: 2020).
Der kleine, ländliche Ort Sunol am Niles Canyon ist bekannt für sein historisches Eisenbahnsystem, an dem die Touristenbahn Niles Canyon Railway in der Stadt hält und der Altamont Corridor Express, der den Ort auf dem Weg von San José ins Central Valley durchquert.

## Geografie
Sunol liegt neben zwei Eisenbahnstrecken und in der Nähe der Kreuzung der Interstate 680 und der State Route 84. Diese verbinden Sunol im Süden und Westen mit Fremont, im Norden mit Pleasanton und im Nordosten mit Livermore. Sunol liegt 27 km nördlich des Stadtzentrums von San José und 51 km südöstlich von San Francisco.

## Geschichte
Das erste Sunol-Postamt wurde 1871 eröffnet und im selben Jahr in Sunolglen umbenannt. Der Name kehrte 1920 zu Sunol zurück. Der Name der Stadt geht auf Antonio Suñol zurück, den ersten Postmeister im nahe gelegenen San José und Teilbesitzer der historischen Landkonzession Rancho Valle de San Jose, auf dem sich einst das Gelände des Ortes befand.

## Demografie
Die Volkszählung von 2010 ergab, dass Sunol 913 Einwohner hatte. Die Bevölkerungsdichte betrug 32,9 Einwohner pro Meile (12,7 je km²). Die Bevölkerung von Sunol bestand aus 780 (85,4 %) Weißen, 1 (0,1 %) Afroamerikanern, 6 (0,7 %) amerikanischen Ureinwohnern, 48 (5,3 %) Asiaten, 7 (0,8 %) indigenen Hawaiianern oder pazifischen Inselbewohnern, 19 (2,1 %) kamen aus einer anderen ethnischen Gruppe und 52 (5,7 %) stammten von zwei oder mehr ethnischen Gruppen ab. 91 Personen (10,0 %) waren spanischer oder lateinamerikanischer Abstammung. Die Armutsquote lag 2017 bei 9 % und die Hauspreise deutlich über dem nationalen Durchschnitt.